# Pieni Palojärvi
Pieni Palojärvi och Iso Palojärvi är sjöar sjö i Finland. De ligger i kommunen Multia i landskapet Mellersta Finland, i den centrala delen av landet, 270 km norr om huvudstaden Helsingfors. Pieni Palojärvi ligger 185 meter över havet. Arean är 14,9 hektar och strandlinjen är 2,28 kilometer lång. Sjön  ingår i Kumo älvs huvudavrinningsområde.   I omgivningarna runt Pieni Palojärvi växer i huvudsak barrskog.